# Jello Biafra
Eric Reed Boucher, även känd som Jello Biafra, född 17 juni 1958 i Boulder i Colorado, är en amerikansk politisk aktivist och artist inom punkrocken, mest känd som den före detta sångaren och låtskrivaren i bandet Dead Kennedys.
Boucher växte upp i San Francisco. 1978 blev han en av originalmedlemmarna i Dead Kennedys. När bandet splittrades 1986 fortsatte han som soloartist och ägnade sig även mycket åt spoken word, och släppte flera skivor från båda dessa karriärer på sitt skivbolag, Alternative Tentacles. I sitt politiska liv är han en verksam medlem i Green Party och deltar i aktiviteter som berör hans progressiva politiska åsikter. Han är anarkist, och för att uppnå politiska förändringar uppmanar han till civil olydnad och pranksterism.
Hans artistnamn Jello Biafra är en kombination av märket Jell-O (som tillverkar desserter av gelatin) och det kortlivade landet Biafra som 1966 försökte bryta sig loss från Nigeria. Efter fyra år av strider och hungersnöd bland befolkningen återfick Nigeria kontrollen över Biafra. Boucher skapade sitt artistnamn som en ironisk kombination av en massproducerad, ur näringssynpunkt sedd eländig matprodukt, och massiv svält.

## Galleri

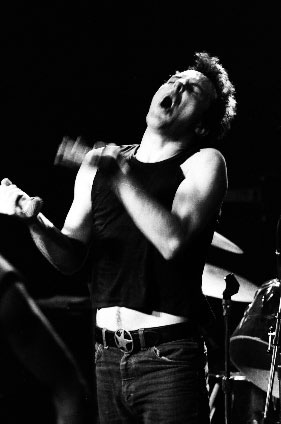
Jello Biafra 2006.
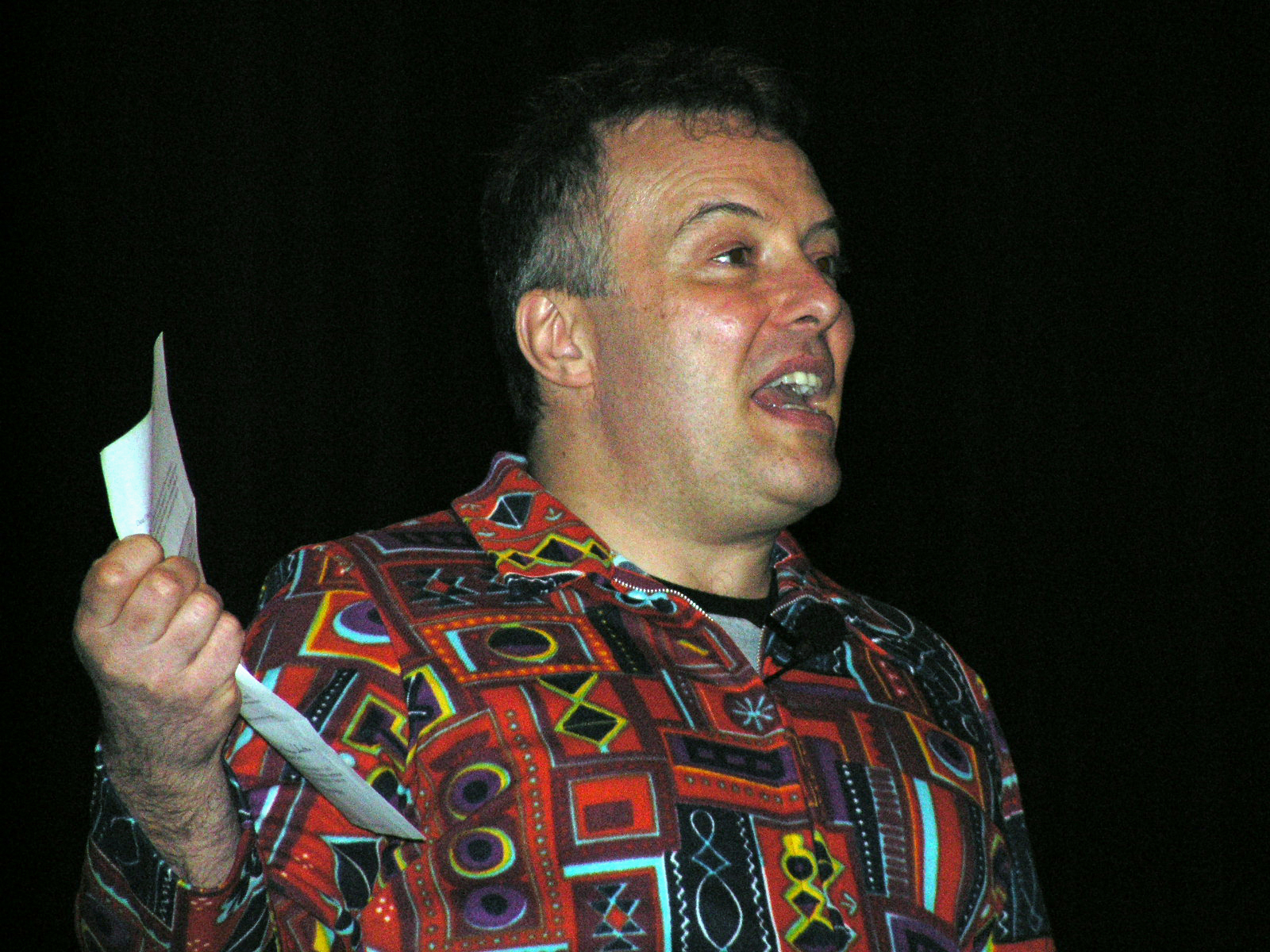
Biafra diskuterar politik 2006.
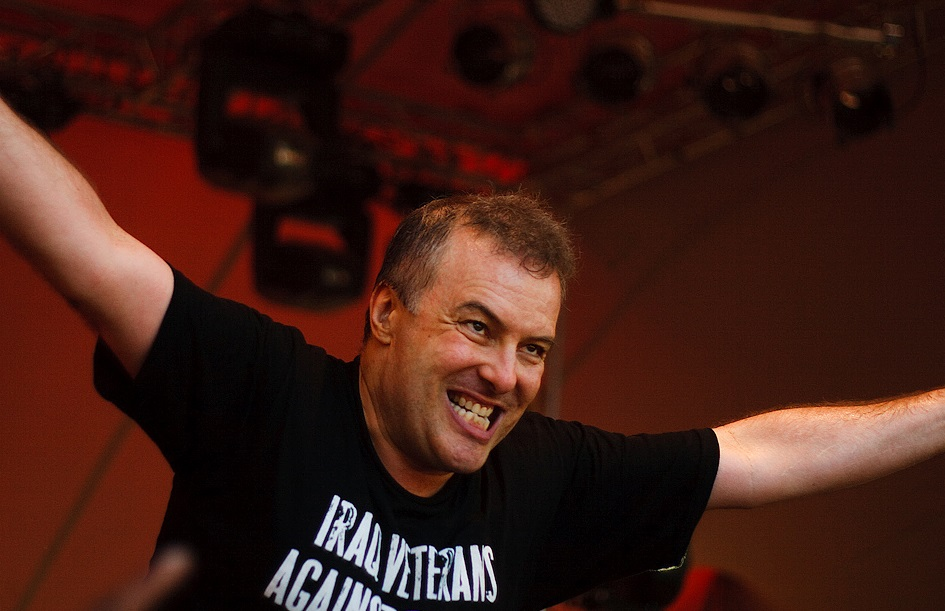
Jello Biafra på The Fusion Festival 2010
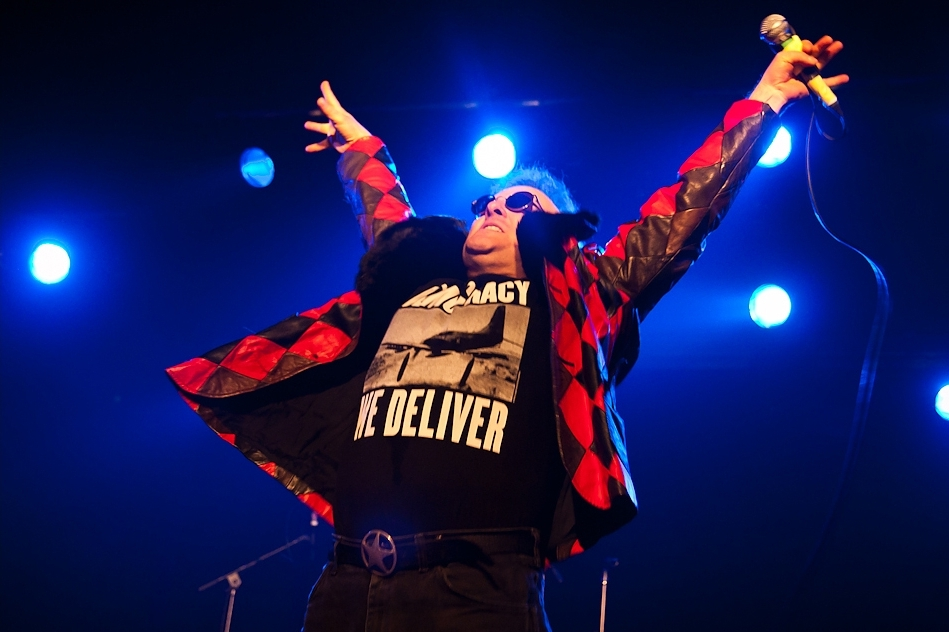
Jello Biafra i Berlin 2011.

## Diskografi, solo
- 1987 – No More Cocoons
- 1989 – High Priest of Harmful Matter: Tales From the Trial
- 1990 – Last Scream of the Missing Neighbors
- 1991 – I Blow Minds for a Living
- 1991 – The Sky Is Falling, and I Want My Mommy
- 1994 – Prairie Home Invasion
- 2000 – Become the Media
- 2002 – The Big Ka-Boom, Pt. 1
- 2002 – Machine Gun in the Clown's Hand
- 2004 – Never Breathe What You Can't See
- 2005 – Sieg Howdy
- 2006 – In the Grip of Official Treason